# Commonwealth Games 1986/Leichtathletik
Bei den Commonwealth Games 1986 in Edinburgh wurden in der Leichtathletik zwischen dem 26. Juli und dem 2. August insgesamt 41 Wettbewerbe veranstaltet, davon 23 für Männer und 18 für Frauen. Austragungsort war das Meadowbank Stadium.

## Männer

### 100-Meter-Lauf
| Platz | Athlet             | Land | Zeit (s) |
| ----- | ------------------ | ---- | -------- |
| 1     | Ben Johnson        | CAN  | 10,07    |
| 2     | Linford Christie   | ENG  | 10,28    |
| 3     | Mike McFarlane     | ENG  | 10,35    |
| 4     | Desai Williams     | CAN  | 10,36    |
| 5     | Elliot Bunney      | SCO  | 10,37    |
| 6     | Clarence Callender | ENG  | 10,42    |
| 7     | Gerrard Keating    | AUS  | 10,55    |
| 8     | Jamie Henderson    | SCO  | 10,68    |

Finale: 27. Juli
Wind: 1,6 m/s

### 200-Meter-Lauf
| Platz | Athlet       | Land | Zeit (s) |
| ----- | ------------ | ---- | -------- |
| 1     | Atlee Mahorn | CAN  | 20,31    |
| 2     | Todd Bennett | ENG  | 20,54    |
| 3     | Ben Johnson  | CAN  | 20,64    |
| 4     | Robert Stone | AUS  | 20,94    |
| 5     | Simon Baird  | NIR  | 20,96    |
| 6     | Mike Dwyer   | CAN  | 20,98    |
| 7     | John Dinan   | AUS  | 21,07    |
| 8     | John Regis   | ENG  | 21,08    |

Finale: 31. Juli
Wind: 2,2 m/s

### 400-Meter-Lauf
| Platz | Athlet         | Land | Zeit (s) |
| ----- | -------------- | ---- | -------- |
| 1     | Roger Black    | ENG  | 45,57    |
| 2     | Darren Clark   | AUS  | 45,98    |
| 3     | Philip Brown   | ENG  | 46,80    |
| 4     | Kriss Akabusi  | ENG  | 46,83    |
| 5     | Brian Whittle  | SCO  | 47,10    |
| 6     | David Johnston | AUS  | 47,24    |
| 7     | Bruce Frayne   | AUS  | 47,29    |
| 8     | Andre Smith    | CAN  | 47,97    |

Finale: 31. Juli

### 800-Meter-Lauf
| Platz | Athlet          | Land | Zeit (min) |
| ----- | --------------- | ---- | ---------- |
| 1     | Steve Cram      | ENG  | 1:43,22    |
| 2     | Tom McKean      | SCO  | 1:44,80    |
| 3     | Peter Elliott   | ENG  | 1:45,42    |
| 4     | Pat Scammell    | AUS  | 1:45,86    |
| 5     | Mal Edwards     | WAL  | 1:47,27    |
| 6     | Simon Hoogewerf | CAN  | 1:49,04    |
| 7     | Paul Forbes     | SCO  | 1:51,29    |
|       | Sebastian Coe   | ENG  | DNS        |

Finale: 31. Juli

### 1500-Meter-Lauf
| Platz | Athlet           | Land | Zeit (min) |
| ----- | ---------------- | ---- | ---------- |
| 1     | Steve Cram       | ENG  | 3:50,87    |
| 2     | John Gladwin     | ENG  | 3:52,17    |
| 3     | David Campbell   | CAN  | 3:54,06    |
| 4     | Rob Harrison     | ENG  | 3:54,44    |
| 5     | Peter Bourke     | AUS  | 3:54,48    |
| 6     | Pat Scammell     | AUS  | 3:55,28    |
| 7     | Steve Martin     | NIR  | 3:55,42    |
| 8     | Michael Hillardt | AUS  | 3:56,90    |

Finale: 2. August

### 5000-Meter-Lauf
| Platz | Athlet         | Land | Zeit (min) |
| ----- | -------------- | ---- | ---------- |
| 1     | Steve Ovett    | ENG  | 13:24,11   |
| 2     | Jack Buckner   | ENG  | 13:25,87   |
| 3     | Tim Hutchings  | ENG  | 13:26,84   |
| 4     | Paul Williams  | CAN  | 13:28,51   |
| 5     | John Walker    | NZL  | 13:35,34   |
| 6     | David Burridge | NZL  | 13:36,79   |
| 7     | Terry Greene   | NIR  | 13:39,11   |
| 8     | Nat Muir       | SCO  | 13:40,92   |

31. Juli

### 10.000-Meter-Lauf
| Platz | Athlet           | Land | Zeit (min) |
| ----- | ---------------- | ---- | ---------- |
| 1     | Jon Solly        | ENG  | 27:57,42   |
| 2     | Steve Binns      | ENG  | 27:58,01   |
| 3     | Steve Jones      | WAL  | 28:02,48   |
| 4     | Paul McCloy      | CAN  | 28:29,11   |
| 5     | Steve Moneghetti | AUS  | 28:29,20   |
| 6     | Paul Williams    | CAN  | 28:41,79   |
| 7     | Terry Greene     | NIR  | 28:47,18   |
| 8     | Peter Butler     | CAN  | 28:50,81   |

26. Juli

### Marathon
| Platz | Athlet             | Land | Zeit (h) |
| ----- | ------------------ | ---- | -------- |
| 1     | Robert de Castella | AUS  | 2:10:15  |
| 2     | Dave Edge          | CAN  | 2:11:08  |
| 3     | Steve Moneghetti   | AUS  | 2:11:18  |
| 4     | John Graham        | SCO  | 2:12:10  |
| 5     | Art Boileau        | CAN  | 2:12:58  |
| 6     | Phil O’Brien       | ENG  | 2:14:54  |
| 7     | Ieuan Ellis        | WAL  | 2:15:12  |
| 8     | Kevin Forster      | ENG  | 2:16:36  |

1. August

### 30 km Gehen
| Platz | Athlet               | Land | Zeit (h) |
| ----- | -------------------- | ---- | -------- |
| 1     | Simon Baker          | AUS  | 2:07:47  |
| 2     | Guillaume Leblanc    | CAN  | 2:08:38  |
| 3     | Ian McCombie         | ENG  | 2:10:36  |
| 4     | Christopher Maddocks | ENG  | 2:12:42  |
| 5     | Willi Sawall         | AUS  | 2:14:29  |
| 6     | Murray Day           | NZL  | 2:15:11  |
| 7     | Martin Rush          | ENG  | 2:16:01  |
| 8     | Steve Johnson        | WAL  | 2:21:05  |

31. Juli

### 110-Meter-Hürdenlauf
| Platz | Athlet           | Land | Zeit (s) |
| ----- | ---------------- | ---- | -------- |
| 1     | Mark McKoy       | CAN  | 13,31    |
| 2     | Colin Jackson    | WAL  | 13,42    |
| 3     | Don Wright       | AUS  | 13,64    |
| 4     | Nigel Walker     | WAL  | 13,69    |
| 5     | Jonathan Ridgeon | ENG  | 13,76    |
| 6     | Wilbert Greaves  | ENG  | 13,76    |
| 7     | David Nelson     | ENG  | 13,97    |
| 8     | Jeff Glass       | CAN  | 14,39    |

Finale: 27. Juli
Wind: 4,5 m/s

### 400-Meter-Hürdenlauf
| Platz | Athlet          | Land | Zeit (s) |
| ----- | --------------- | ---- | -------- |
| 1     | Phil Beattie    | NIR  | 49,60    |
| 2     | Max Robertson   | ENG  | 49,77    |
| 3     | John Graham     | CAN  | 50,25    |
| 4     | Lloyd Guss      | CAN  | 50,56    |
| 5     | Mark Holtom     | ENG  | 50,58    |
| 6     | Gary Oakes      | ENG  | 50,82    |
| 7     | Pierre Leveille | CAN  | 51,54    |
| 8     | Ken Gordon      | AUS  | 51,59    |

Finale: 28. Juli

### 3000-Meter-Hindernislauf
| Platz | Athlet            | Land | Zeit (min) |
| ----- | ----------------- | ---- | ---------- |
| 1     | Graeme Fell       | CAN  | 8:24,49    |
| 2     | Roger Hackney     | WAL  | 8:25,15    |
| 3     | Colin Reitz       | ENG  | 8:26,14    |
| 4     | Peter Renner      | NZL  | 8:27,12    |
| 5     | Nick Peach        | ENG  | 8:37,64    |
| 6     | Michael Gilchrist | NZL  | 8:43,96    |
| 7     | Peter McColgan    | NIR  | 8:45,51    |
| 8     | Eddie Wedderburn  | ENG  | 8:46,42    |

27. Juli

### 4-mal-100-Meter-Staffel
| Platz | Land       | Athleten                                                         | Zeit (s) |
| ----- | ---------- | ---------------------------------------------------------------- | -------- |
| 1     | Kanada     | Mark McKoy Atlee Mahorn Desai Williams Ben Johnson               | 39,15    |
| 2     | England    | Lincoln Asquith Daley Thompson Mike McFarlane Clarence Callender | 39,19    |
| 3     | Schottland | Jamie Henderson George McCallum Cameron Sharp Elliot Bunney      | 40,41    |
| 4     | Fidschi    | Maloni Bole Joseph Rodan Albert Miller Samuela Yavala            | 43,11    |
|       | Australien | Robert Stone John Dinan Gary Honey Gerrard Keating               | DQ       |

### 4-mal-400-Meter-Staffel
| Platz | Land       | Athleten                                                             | Zeit (min) |
| ----- | ---------- | -------------------------------------------------------------------- | ---------- |
| 1     | England    | Kriss Akabusi Roger Black Todd Bennett Philip Brown                  | 3:07,19    |
| 2     | Australien | Bruce Frayne Miles Murphy David Johnston Darren Clark                | 3:07,81    |
| 3     | Kanada     | Anton Skerritt Andre Smith John Graham Atlee Mahorn                  | 3:08,69    |
| 4     | Schottland | Martin Johnston Tom McKean Paul Forbes Brian Whittle                 | 3:18,03    |
|       | Botswana   | Sunday Maweni Joseph Ramotshabi Zacharia Machangani Bigboy Matlapeng | DQ         |

### Hochsprung
| Platz | Athlet           | Land | Höhe (m) |
| ----- | ---------------- | ---- | -------- |
| 1     | Milton Ottey     | CAN  | 2,30     |
| 2     | Geoff Parsons    | SCO  | 2,28     |
| 3     | Alain Metellus   | CAN  | 2,14     |
| 3     | Henderson Pierre | ENG  | 2,14     |
| 5     | Floyd Manderson  | NIR  | 2,14     |
| 6     | Nathaniel Crooks | CAN  | 2,10     |
| 7     | Dalton Grant     | ENG  | 2,10     |
| 8     | Fayyaz Ahmed     | ENG  | 2,10     |

31. Juli

### Stabhochsprung
| Platz | Athlet          | Land | Höhe (m) |
| ----- | --------------- | ---- | -------- |
| 1     | Andy Ashurst    | ENG  | 5,30     |
| 2     | Bob Ferguson    | CAN  | 5,20     |
| 3     | Neil Honey      | AUS  | 5,20     |
| 4     | Dave Steen      | CAN  | 5,10     |
| 5     | Brian Hooper    | ENG  | 5,00     |
| 6     | Daley Thompson  | ENG  | 4,90     |
| 7     | Simon Arkell    | AUS  | 4,75     |
| 8     | Brad McStravick | SCO  | 4,45     |

1. August

### Weitsprung
| Platz | Athlet         | Land | Weite (m) |
| ----- | -------------- | ---- | --------- |
| 1     | Gary Honey     | AUS  | 8,08      |
| 2     | Fred Salle     | ENG  | 7,83      |
| 3     | Kyle McDuffie  | CAN  | 7,79 w    |
| 4     | John King      | ENG  | 7,70 w    |
| 5     | Derrick Brown  | ENG  | 7,65 w    |
| 6     | Edrick Floréal | CAN  | 7,50      |
| 7     | David Culbert  | AUS  | 7,41      |
| 8     | Ken McKay      | SCO  | 7,39 w    |

31. Juli

### Dreisprung
| Platz | Athlet         | Land | Weite (m) |
| ----- | -------------- | ---- | --------- |
| 1     | John Herbert   | ENG  | 17,27 w   |
| 2     | Mike Makin     | ENG  | 16,87     |
| 3     | Peter Beames   | AUS  | 16,42     |
| 4     | Gary Honey     | AUS  | 16,16     |
| 5     | Aston Moore    | ENG  | 16,07     |
| 6     | George Wright  | CAN  | 15,86     |
| 7     | Craig Duncan   | SCO  | 15,68     |
| 8     | Edrick Floréal | CAN  | 15,58     |

2. August

### Kugelstoßen
| Platz | Athlet          | Land | Weite (m) |
| ----- | --------------- | ---- | --------- |
| 1     | Billy Cole      | ENG  | 18,16     |
| 2     | Joe Quigley     | AUS  | 17,97     |
| 3     | Stuart Gyngell  | AUS  | 17,70     |
| 4     | Graham Savory   | ENG  | 17,31     |
| 5     | Robert Venier   | CAN  | 17,26     |
| 6     | John Minns      | AUS  | 16,99     |
| 7     | Luby Chambul    | CAN  | 16,86     |
| 8     | Shaun Pickering | WAL  | 16,79     |

2. August

### Diskuswurf
| Platz | Athlet          | Land | Weite (m) |
| ----- | --------------- | ---- | --------- |
| 1     | Ray Lazdins     | CAN  | 58,86     |
| 2     | Paul Nandapi    | AUS  | 57,74     |
| 3     | Werner Reiterer | AUS  | 57,34     |
| 4     | Paul Mardle     | ENG  | 56,90     |
| 5     | Graham Savory   | ENG  | 56,42     |
| 6     | Richard Slaney  | ENG  | 56,00     |
| 7     | Vlad Slavnic    | AUS  | 54,48     |
| 8     | George Patience | SCO  | 52,54     |

1. August

### Hammerwurf
| Platz | Athlet           | Land | Weite (m) |
| ----- | ---------------- | ---- | --------- |
| 1     | Dave Smith       | ENG  | 74,06     |
| 2     | Martin Girvan    | NIR  | 70,48     |
| 3     | Phil Spivey      | AUS  | 70,30     |
| 4     | Michael Jones    | ENG  | 70,10     |
| 5     | Joe Quigley      | AUS  | 69,30     |
| 6     | Matthew Mileham  | ENG  | 67,96     |
| 7     | Hans-Martin Lotz | AUS  | 66,14     |
| 8     | Chris Black      | SCO  | 63,88     |

26. Juli

### Speerwurf
| Platz | Athlet           | Land | Weite (m) |
| ----- | ---------------- | ---- | --------- |
| 1     | David Ottley     | ENG  | 80,62     |
| 2     | Mick Hill        | ENG  | 78,56     |
| 3     | Gavin Lovegrove  | NZL  | 76,22     |
| 4     | Daryl Brand      | ENG  | 72,70     |
| 5     | Mike Mahovlich   | CAN  | 71,42     |
| 6     | Peter Massfeller | CAN  | 70,86     |
| 7     | Colin MacKenzie  | WAL  | 70,82     |
| 8     | Murray Keen      | AUS  | 68,14     |

2. August

### Zehnkampf
| Platz | Athlet          | Land | Punkte |
| ----- | --------------- | ---- | ------ |
| 1     | Daley Thompson  | ENG  | 8663   |
| 2     | Dave Steen      | CAN  | 8173   |
| 3     | Simon Poelman   | NZL  | 8015   |
| 4     | Brad McStravick | SCO  | 7563   |
| 5     | Stuart Andrews  | AUS  | 7512   |
| 6     | Gordon Orlikow  | CAN  | 7424   |
| 7     | Mike Smith      | CAN  | 7363   |
| 8     | Simon Shirley   | AUS  | 7290   |

28. Juli

## Frauen

### 100-Meter-Lauf
| Platz | Athletin          | Land | Zeit (s) |
| ----- | ----------------- | ---- | -------- |
| 1     | Heather Oakes     | ENG  | 11,20    |
| 2     | Paula Dunn        | ENG  | 11,21    |
| 3     | Angella Issajenko | CAN  | 11,21    |
| 4     | Angela Bailey     | CAN  | 11,35    |
| 5     | Sandra Whittaker  | SCO  | 11,59    |
| 6     | Kaye Jeffrey      | SCO  | 11,59    |
| 7     | Pippa Windle      | ENG  | 11,68    |
| 8     | Sallyanne Short   | WAL  | 11,74    |

Finale: 27. Juli
Wind: 2,3 m/s

### 200-Meter-Lauf
| Platz | Athletin          | Land | Zeit (s) |
| ----- | ----------------- | ---- | -------- |
| 1     | Angella Issajenko | CAN  | 22,91    |
| 2     | Kathy Cook        | ENG  | 23,18    |
| 3     | Sandra Whittaker  | SCO  | 23,46    |
| 4     | Simmone Jacobs    | ENG  | 23,48    |
| 5     | Maree Chapman     | AUS  | 23,64    |
| 6     | Esmie Lawrence    | CAN  | 23,87    |
| 7     | Sian Lewis        | WAL  | 23,97    |
|       | Jennifer Stoute   | ENG  | DNF      |

Finale: 31. Juli
Wind: 2,1 m/s

### 400-Meter-Lauf
| Platz | Athletin             | Land | Zeit (s) |
| ----- | -------------------- | ---- | -------- |
| 1     | Debbie Flintoff      | AUS  | 51,29    |
| 2     | Jillian Richardson   | CAN  | 51,62    |
| 3     | Kathy Cook           | ENG  | 51,88    |
| 4     | Marita Payne-Wiggins | CAN  | 52,00    |
| 5     | Charmaine Crooks     | CAN  | 52,02    |
| 6     | Maree Chapman        | AUS  | 52,08    |
| 7     | Sharon Stewart       | AUS  | 53,53    |
| 8     | Angela Piggford      | ENG  | 53,97    |

Finale: 27. Juli

### 800-Meter-Lauf
| Platz | Athletin       | Land | Zeit (min) |
| ----- | -------------- | ---- | ---------- |
| 1     | Kirsty Wade    | WAL  | 2:00,94    |
| 2     | Diane Edwards  | ENG  | 2:01,12    |
| 3     | Lorraine Baker | ENG  | 2:01,79    |
| 4     | Anne Purvis    | SCO  | 2:02,17    |
| 5     | Camille Cato   | CAN  | 2:03,26    |
| 6     | Renée Bélanger | CAN  | 2:03,85    |
| 7     | Brit McRoberts | CAN  | 2:05,10    |
| 8     | Julie Schwass  | AUS  | 2:05,14    |

Finale: 31. Juli

### 1500-Meter-Lauf
| Platz | Athletin             | Land | Zeit (min) |
| ----- | -------------------- | ---- | ---------- |
| 1     | Kirsty Wade          | WAL  | 4:10,91    |
| 2     | Debbie Bowker        | CAN  | 4:11,94    |
| 3     | Lynn Williams        | CAN  | 4:12,66    |
| 4     | Christina Boxer      | ENG  | 4:12,84    |
| 5     | Yvonne Murray        | SCO  | 4:14,36    |
| 6     | Christine Pfitzinger | NZL  | 4:16,81    |
| 7     | Penny Just           | AUS  | 4:17,13    |
| 8     | Lynne MacDougall     | SCO  | 4:17,25    |

Finale: 2. August

### 3000-Meter-Lauf
| Platz | Athletin             | Land | Zeit (min) |
| ----- | -------------------- | ---- | ---------- |
| 1     | Lynn Williams        | CAN  | 8:54,29    |
| 2     | Debbie Bowker        | CAN  | 8:54,83    |
| 3     | Yvonne Murray        | SCO  | 8:55,32    |
| 4     | Christine Benning    | ENG  | 9:03,45    |
| 5     | Lorraine Moller      | NZL  | 9:03,89    |
| 6     | Christine Pfitzinger | NZL  | 9:09,35    |
| 7     | Jane Shields         | ENG  | 9:13,65    |
| 8     | Wendy Sly            | ENG  | 9:14,04    |

27. Juli

### 10.000-Meter-Lauf
| Platz | Athletin         | Land | Zeit (min) |
| ----- | ---------------- | ---- | ---------- |
| 1     | Liz Lynch        | SCO  | 31:41,42   |
| 2     | Anne Audain      | NZL  | 31:53,31   |
| 3     | Angela Tooby     | WAL  | 32:25,38   |
| 4     | Nancy Tinari     | CAN  | 32:30,71   |
| 5     | Susan Lee        | CAN  | 32:30,75   |
| 6     | Susan Tooby      | WAL  | 32:56,78   |
| 7     | Marina Samy      | ENG  | 33:10,94   |
| 8     | Carole Rouillard | CAN  | 33:22,31   |

28. Juli
Erstmals starteten bei den Commonwealth Games Frauen über 10.000 m.

### Marathon
| Platz | Athletin          | Land | Zeit (h) |
| ----- | ----------------- | ---- | -------- |
| 1     | Lisa Martin       | AUS  | 2:26:07  |
| 2     | Lorraine Moller   | NZL  | 2:28:17  |
| 3     | Odette Lapierre   | CAN  | 2:31:48  |
| 4     | Lizanne Bussières | CAN  | 2:35:18  |
| 5     | Lorna Irving      | SCO  | 2:36:34  |
| 6     | Angie Pain        | ENG  | 2:37:57  |
| 7     | Glynis Penny      | ENG  | 2:38:47  |
| 8     | Moira O’Neill     | NIR  | 2:42:29  |

1. August
Erstmals starteten bei den Commonwealth Games Frauen im Marathon.

### 100-Meter-Hürdenlauf
| Platz | Athletin          | Land | Zeit (s) |
| ----- | ----------------- | ---- | -------- |
| 1     | Sally Gunnell     | ENG  | 13,29    |
| 2     | Wendy Jeal        | ENG  | 13,41    |
| 3     | Glynis Nunn       | AUS  | 13,44    |
| 4     | Julie Rocheleau   | CAN  | 13,46    |
| 5     | Lesley-Ann Skeete | ENG  | 13,66    |
| 6     | Jane Flemming     | AUS  | 13,69    |
| 7     | Kay Morley        | WAL  | 13,83    |
|       | Judith Rodgers    | NIR  | DNF      |

Finale: 1. August
Wind: -1,1 m/s

### 400-Meter-Hürdenlauf
| Platz | Athletin          | Land | Zeit (s) |
| ----- | ----------------- | ---- | -------- |
| 1     | Debbie Flintoff   | AUS  | 54,94    |
| 2     | Donalda Duprey    | CAN  | 56,55    |
| 3     | Jenny Laurendet   | AUS  | 56,57    |
| 4     | Gwen Wall         | CAN  | 57,49    |
| 5     | Yvette Wray       | ENG  | 57,59    |
| 6     | Aileen Mills      | ENG  | 58,01    |
| 7     | Elaine McLaughlin | NIR  | 58,28    |
| 8     | Alyson Evans      | WAL  | 58,31    |

Finale: 28. Juli

### 100-Meter-Staffel
| Platz | Land       | Athletinnen                                                  | Zeit (s) |
| ----- | ---------- | ------------------------------------------------------------ | -------- |
| 1     | England    | Paula Dunn Kathy Cook Joan Baptiste Heather Oakes            | 43,39    |
| 2     | Kanada     | Angela Bailey Esmie Lawrence Angela Phipps Angella Issajenko | 43,83    |
| 3     | Wales      | Helen Miles Sian Lewis Sallyanne Short Carmen Smart          | 45,37    |
| 4     | Schottland | Ann Girvan Kaye Jeffrey Angela Bridgeman Sandra Whittaker    | 45,84    |
|       | Australien | Kerry Johnson Robyn Lorraway Nicole Boegman Jane Flemming    | DNF      |

### 400-Meter-Staffel
| Platz | Land       | Athletinnen                                                                | Zeit (min) |
| ----- | ---------- | -------------------------------------------------------------------------- | ---------- |
| 1     | Kanada     | Charmaine Crooks Marita Payne-Wiggins Molly Killingbeck Jillian Richardson | 3:28,92    |
| 2     | England    | Jane Parry Linda Keough Angela Piggford Kathy Cook                         | 3:32,82    |
| 3     | Australien | Maree Chapman Sharon Stewart Julie Schwass Debbie Flintoff                 | 3:32,86    |
| 4     | Schottland | Sandra Whittaker Anne Purvis Dawn Kitchen Fiona Hargreaves                 | 3:42,86    |

### Hochsprung
| Platz | Athletin          | Land | Höhe (m) |
| ----- | ----------------- | ---- | -------- |
| 1     | Christine Stanton | AUS  | 1,92     |
| 2     | Sharon McPeake    | NIR  | 1,90     |
| 3     | Janet Boyle       | NIR  | 1,90     |
| 4     | Diana Davies      | ENG  | 1,90     |
| 5     | Debbie Brill      | CAN  | 1,88     |
| 6     | Trudy Woodhead    | NZL  | 1,86     |
| 7     | Jayne Barnetson   | SCO  | 1,83     |
| 8     | Jennifer Little   | ENG  | 1,83     |

1. August

### Weitsprung
| Platz | Athletin       | Land | Weite (m) |
| ----- | -------------- | ---- | --------- |
| 1     | Joyce Oladapo  | ENG  | 6,43      |
| 2     | Mary Berkeley  | ENG  | 6,40      |
| 3     | Robyn Lorraway | AUS  | 6,35      |
| 4     | Kim Hagger     | ENG  | 6,34      |
| 5     | Sharon Clarke  | CAN  | 6,20      |
| 6     | Jayne Mitchell | NZL  | 6,19      |
| 7     | Tracy Smith    | CAN  | 6,13      |
| 8     | Nicole Boegman | AUS  | 6,06      |

1. August

### Kugelstoßen
| Platz | Athletin             | Land | Weite (m) |
| ----- | -------------------- | ---- | --------- |
| 1     | Gael Martin          | AUS  | 19,00     |
| 2     | Judy Oakes           | ENG  | 18,75     |
| 3     | Myrtle Augee         | ENG  | 17,52     |
| 4     | Melody Torcolacci    | CAN  | 16,76     |
| 5     | Yvonne Hanson-Nortey | ENG  | 16,52     |
| 6     | Astra Etienne        | AUS  | 16,33     |
| 7     | Rose Hauch           | CAN  | 15,29     |
| 8     | Jackie McKernan      | NIR  | 11,77     |

28. Juli

### Diskuswurf
| Platz | Athletin            | Land | Weite (m) |
| ----- | ------------------- | ---- | --------- |
| 1     | Gael Martin         | AUS  | 56,42     |
| 2     | Venissa Head        | WAL  | 56,20     |
| 3     | Karen Pugh          | ENG  | 54,72     |
| 4     | Julia Avis          | ENG  | 52,48     |
| 5     | Gale Dolegiewicz    | CAN  | 52,28     |
| 6     | Kathryn Farr        | ENG  | 51,08     |
| 7     | Michelle Brotherton | CAN  | 49,84     |
| 8     | Astra Etienne       | AUS  | 49,80     |

27. Juli

### Speerwurf
| Platz | Athletin         | Land | Weite (m) |
| ----- | ---------------- | ---- | --------- |
| 1     | Tessa Sanderson  | ENG  | 69,80     |
| 2     | Fatima Whitbread | ENG  | 68,54     |
| 3     | Sue Howland      | AUS  | 64,74     |
| 4     | Jeanette Kieboom | AUS  | 56,18     |
| 5     | Celine Chartrand | CAN  | 55,80     |
| 6     | Karen Hough      | WAL  | 53,32     |
| 7     | Anna Lockton     | ENG  | 52,90     |
| 8     | Faye Roblin      | CAN  | 50,92     |

31. Juli

### Siebenkampf
| Platz | Athletin        | Land | Punkte |
| ----- | --------------- | ---- | ------ |
| 1     | Judy Simpson    | ENG  | 6282   |
| 2     | Jane Flemming   | AUS  | 6278   |
| 3     | Kim Hagger      | ENG  | 5823   |
| 4     | Joanne Mulliner | ENG  | 5659   |
| 5     | Linda Spenst    | CAN  | 5634   |
| 6     | Terry Genge     | NZL  | 5632   |
| 7     | Lyn Osmers      | NZL  | 5511   |
| 8     | Val Walsh       | SCO  | 5420   |

27. Juli